# Отон Нянковски-Войнилович
Отон Людовигович Нянковски-Войнилович (на руски: Оттон Людовигович Няньковский-Войнилович) е руски офицер, генерал-майор. Участник в Руско-турската война (1877-1878).

## Биография
Отон Нянковски-Войнилович е роден на 22 декември 1857 г. в Могилевска губерния в семейството на потомствен дворянин. Ориентира се към военното поприще и завършва Варшавското военно училище. Произведен е в първо офицерско звание прапорщик с назначение в 77-и пехотен Тенгински полк (1877).
Участва в Руско-турската война (1877-1878). Получава назначение в Гвардейската полурота на Почетния на Негово Величество конвой. В състава на дясната колона с командир генерал-майор Владимир Доброволски се бие храбро при превземането на Ловеч на 22 август 1877 г. Участва в третата атака на Плевен и боевете при село Горни Дъбник, превземането на Телиш и освобождението на София. Завършва войната в състава на Кавказката армия.
След войната е повишен във военно звание подпоручик (1881). Завършва стрелкова офицерска школа (1885). Назначен е за старши адютант в щаба на 2-ри Кавказки корпус и началник на щаба на лагерен сбор (1888, 1903).
Участва в Руско-японската война (1904-1905). За отличие е повишен във военно звание полковник с назначение за командир на 251-ви Георгиевски резервен батальон (1905). Награден е с орден „Свети Станислав“ II степен с мечове и орден „Света Ана“ II степен с мечове (1905).
Последователно е назначен за командир на 63-ти пехотен Углицки полк и 155-и пехотен Кубански полк (1909, 1910). Уволнява се от армията с пълна пенсия и право на носене на униформа (1912).
Връща се в армията и участва в Първата световна война. Повишен е във военно звание генерал-майор с назначение за помощник на началника на ескадра от въздушни кораби (1916). Уволнява се от армията през 1917 г.
След Гражданската война в Русия емигрира в България. Живее във френско-руски приют в Кюстендил от 1921 г. и в София от 1925 г. Основател е на Дружеството на почитателите на паметта на император Николай II (1937).
Автор е на спомени, в които описва личното си участие и впечатления от Руско-турската война (1877-1878).
Умира на 5 ноември 1940 г. в София.